# Rypohlavci
Rypohlavci (Echiura) jsou skupina mořských živočichů vzhledem poněkud podobných červům, dříve považovaná za samostatný kmen, nyní obvykle řazená jako podtřída kroužkovců. Na rozdíl od ostatních kroužkovců však rypohlavci nemají tělo dělené do článků, protože tuto vlastnost během vývoje sekundárně ztratili. Žijí na mořském dně a obvykle se živí organickými zbytky (detritem).
Je známo 230 druhů rypohlavců, první z nich (Echiurus echiurus) popsal pruský přírodovědec Peter Simon Pallas roku 1766. Na předním konci těla rypohlavci obvykle mají nezatažitelný sosák, někdy podstatně delší než samotné tělo, podle něhož dostali české jméno. U některých druhů je rozvětvený. Sosák slouží kromě přijímání potravy k pohybu, protože se jím živočichové přitahují. Délkou těla (včetně sosáku) sahají od 1 cm (Lissomyema) po skoro dva metry (Ikeda taenioides). Výjimkou jsou samečci rypohlavce zeleného (Bonellia viridis), známého extrémním pohlavním dimorfismem. Sameček je 1 až 3 mm dlouhý a dospělý život stráví v tělní dutině své asi osmicentimetrové samičky (samička viz obr.).